# エレガンスアカデミー職業訓練校
エレガンスアカデミー職業訓練校（エレガンスアカデミーしょくぎょうくんれんこう）は、株式会社エレガンスが社員の技術向上を図りレベルの高い技術を提供し、社会人としての教養を徹底して付けさせる事を目的とする認定職業訓練による職業能力開発校。
株式会社エレガンスは美容室8、理容室3からなるチェーン店（計11店鋪）美理容業で、企業化をはかり、自社トレーニングセンターとして本施設を運営する。
入校資格は、エレガンスの社員である事としている。修了後は修了証書の授与がなされる。  

## 所在地
〒370-0005　群馬県高崎市井野町天水1016-1 